# Ittzés Gergely
Ittzés Gergely (Győr, 1969. március 2.) Liszt-díjas fuvolaművész, egyetemi tanár.

## Élete és szakmai pályája

### Tanulmányai, díjai
Ittzés Mihály zenepedagógus, zenetudós és Kövendi Kata középiskolai tanár második gyermekeként született. Gyermekkorát másfél éves korától Kecskeméten töltötte, ahol édesapja az újonnan alakuló Kodály Zoltán Zenepedagógiai intézet munkatársa lett.
Tanulmányait a kecskeméti Kodály Iskolában kezdte. Nagycsoportos óvodás korában kezdett furulyázni Lukács Jánosnál, 9 évesen tért át a fuvolára. 12 évesen érett meg benne az elhatározás, hogy zenész lesz. 13 éves korától hat éven keresztül Dratsay Ákos, a Kodály Iskolában akkor indított Zeneművészeti Szakközépiskola új fuvolatanára oktatta. Első országos versenyeredményeit is ekkor szerezte. Matuz István művészetét is korán megismerte, ez nagy hatással volt későbbi szakmai útjára.
1987-ben nyert felvételt a Liszt Ferenc Zeneakadémiára, ahol Prőhle Henrik osztályába került. Itt  Kurtág György és Rados Ferenc kamarazene óráira járt, melyek meghatározóak voltak számára. Diplomáját 1993-ban szerezte meg. Ezt követően egy évet a nemzetközi Prágai Mozart Akadémián, majd néhány hónapot Kanadában, a Banff Centre for Arts and Creativity művésztelepen töltött. Számos mesterkurzuson (Adorján András, Pierre-Yves Artaud, Michel Debost, Michael Faust, Jean-Claude Gérard, Matuz István, Aurèle Nicolet, Carol Wincenc stb.) vett részt. Díjat nyert hazai (1982, 1986) és nemzetközi fuvolaversenyeken (Róma 1987, Duino 1988, Szeged 1992). 1998-ban Lengyelországban a Zenei Egyéniségek Második Nemzetközi Aleksander Tansman Versenyének Nagydíját nyerte.
Több ízben megkapta az Artisjus Szerzői Jogvédő Hivatal nívódíját az új magyar zene tolmácsolásáért. 1998-99-ben Fischer Annie ösztöndíjas. 2001-ben Liszt-díjjal tüntették ki. 2018-tól a Magyar Művészeti Akadémia hároméves alkotói ösztöndíjában részesül.

### Előadóművészi tevékenysége
Már diákkorától rendszeresen játszik kortárszenét, kezdetben a ComponEnsemble és az Intermoduláció együttes tagjaként, majd 1997-ben jelen volt az UMZE (Új Magyar Zene Egyesülete) alakulásánál is, amelynek több, mint húsz éven keresztül tagja volt. 2003-ban volt növendékeivel megalakította és hét éven át működtette a TeTraVERSI fuvolanégyest. Alkalmi jelleggel első fuvolásként közreműködött a Nemzeti Filharmonikusok, a Budapesti Fesztiválzenekar, az Óbudai Danubia Zenekar, a Concerto Budapest, az Erdődy Kamarazenekar és az Erkel Ferenc Kamarazenekar koncertjein, valamint a Magyar Állami Operaház Zenekarában.
Szólistaként széles repertoárján szinte a teljes ismert fuvolairodalom szerepel, ezenkívül számos zenetörténeti ritkaság, valamint kortárs fuvolaművek, melyek egy része a számára készült. A neki ajánlott művek közül kiemelkedik Anthony Newman(en), Gyöngyösi Levente és Mezei Szilárd fuvolaversenye, de sok más zeneszerzőt is megihletett (Sári József, Kondor Ádám, Tornyai Péter, Sándor László, Michael Hynes, Benjamin Buchanan, Ketty Nez és még sokan mások.) Saját műveivel és átirataival is színesíti koncertműsorait. Több ízben végigjátszotta J. S. Bach, Händel, C. P. E. Bach, Boismortier és Mozart fuvolaszonátáit, Mozart fuvolanégyeseit, Telemann fantáziáit, illetve Sári József szólófuvola-műveit. Saját átfogó koncertsorozatokat is szervezett, mint A fuvolairodalom gyöngyszemei, amely a legfontosabb zongorás és szólófuvola műveket foglalta össze négy koncerten a 2001-2002-es évadban, vagy a fuvolás trióirodalmat bemutató Hármasban című háromrészes hangversenysorozat. 2019-ben megtartotta az eddigi életművét szemelvényesen bemutató hármaskoncertet ITT(z)ÉS MOST címen. Külföldi hangversenyei közül kiemelkednek New York-i fellépései a Carnegie Hallban.
Fellépett többek között Magdalena Kožena(en), Perényi Miklós, Kocsis Zoltán, Rácz Zoltán, az Amadinda Ütőegyüttes, Kelemen Barnabás, Kokas Katalin, Keller András, Baráti Kristóf, Várdai István, Szilasi Alex, Nagy Péter, Frankl Péter(en), Kemenes András, Matuz István, Gyöngyössy Zoltán, Rohmann Ditta,  Erdélyi Csaba és Bársony Péter társaságában,  és dolgozott Eötvös Péterrel, Medveczky Ádámmal, Vásáry Tamással és Heinz Holligerrel(en) is. Leggyakoribb zongorista szonátapartnerei Szilasi Alex, Nagy Péter, Gábor József, Várjon Dénes, Hiroko Sasaki(en) és Anthony Newman(en)
Rendszeresen játszik hazai fesztiválokon (Budapesti Bach-hét, Tavaszi Fesztivál, Szombathelyi Bartók Fesztivál stb.), a Magyar Rádióban, fővárosi és vidéki hangversenytermekben. Fellépett számos hazai zenekar szólistájaként (a Kecskeméti, Győri, Tatabányai, Szombathelyi és Szegedi Szimfonikus Zenekarok, Liszt Ferenc Kamarazenekar, Erkel Ferenc Kamarazenekar, Anima Musicae, Dodici Kamarazenekar, Weiner Kamarazenekar, Weiner-Szász Kamaraszimfonikusok, Ungarische Kammerphilharmonie(de), Osztrák-Magyar Haydn Zenekar, Danubia Zenekar, Dohnányi Szimfonikus Zenekar, UMZE kamaraegyüttes), valamint külföldi együttesekkel is (Toronto Sinfonietta, a Katowicei Filharmonikusok, New York Bach Works, Huntsville Symphony(en)).
A '80-as évek közepétől mintegy 20 éven keresztül a hazai fuvolás találkozók rendszeres fellépője volt, később esetenként szervezőként is részt vett ezek létrehozásában. Ezenkívül a legjelentősebb nemzetközi fuvolafesztiválok vendége. 2019-ben már hatodik ízben lép fel az amerikai National Flute Association(en) éves fesztiválján, de meghívást kapott Párizsba, Maastrichtba, Manchesterbe, Freiburgba, Szlovéniába, Norvégiába, Tokióba, Ecuadorba, Brazíliába, a New York Flute Fair-re, és számos kínai fesztiválra is.
A jazz és az improvizáció is fontos szerepet tölt be a munkásságában. A 90-es években a Talizmán együttes tagjaként számos klubkoncerten és felvételen részt vett, de játszott más formációkban is. A Battuta együttes tagja volt, játszott továbbá Emil Viklický, Don Thompson(en), Leni Stern, a Bop Art Orchestra és Lew Tabackin társaságában. A szabad improvizáció és intuitív zene is régóta foglalkoztatja. Többek közt Markus Stockhausen(en) Possible Words Orchestrájának tagjaként is fellépett az 1995-ös Berlini Jazzfesztiválon. Lévay Jenő Munkácsy-díjas grafikusművésszel közös audiovizuális projektjeik is (Dobajgó ceruzák, Lélegző fény) a rögtönzésre épülnek. A 2010-es évektől gyakran vesz részt improvizációs koncerteken, leggyakrabban Mezei Szilárddal.
Ittzés Gergely több, mint 20 lemezt készített saját neve alatt vagy együtteseivel, és további számos lemezen és rádiófelvételen működik közre. 2018-ban teljesedett ki lemezsorozata, A fuvolaszonáták nagykönyve, amely hét lemezen 34 művet tartalmaz. A sorozat a Best Collection kategóriában az International Classical Music Awards(en) verseny hármas döntőjébe került.
További Hungaroton-kiadású lemezein kívül más hazai és külföldi kiadókkal is dolgozott. CD-felvételein a klasszikus repertoáron és saját átiratain kívül zenetörténeti ritkaságok (Karg-Elert, Walckiers, Boccherini, Dubois), kortárs zene, saját művei, improvizatív zene és jazz-rock is hallható.

### Tanári munkássága
Ittzés Gergely az 1995-96-ös tanévben az óbudai Aelia Sabine Zeneiskola békásmegyeri tagozatán tanított félállásban. 1996 tavaszától több, mint 10 éven keresztül a Váci Zeneművészeti Szakközépiskolának is tanára volt. 1995-ben egy szemeszter erejéig már adott órákat a Liszt Ferenc Zeneművészeti Főiskola győri tagozatán. Amint az intézmény a Széchenyi István Egyetemhez csatlakozott, újból meghívást kapott az iskolába, ahol 1996 őszétől néhány évig félállásban tanított, majd teljes állású fuvolatanár lett. Habilitációjára 2007-ben került sor, ezután egyetemi tanári rangot kapott. 2019 augusztusától a New York-i Juilliard School újonnan alakuló kínai fakultása, a Tianjin Juilliard School fuvolatanára.
Szakközépiskolai, egyetemi és magánnövendékei közül sokan tanultak tovább külföldön, nyertek versenydíjakat. Közülük többen szólófuvolás posztot töltenek be vezető budapesti zenekarban.
1996 óta rendszeresen tanít hazai nyári táborokban, kurzusokon. Kezdetben a Hódmezővásárhelyi Fuvolás Tábor, majd sok évig a Békéstarhosi Zenei Napok fuvolakurzusán, illetve a saját maga által alapított Péceli Nyári Akadémia és a Győri Nemzetközi Fuvolakurzus keretein belül, de 2018-ban vendége volt a Szombathelyi Bartók Szemináriumnak is. A '90-es évek második felétől egyre több külföldi intézmény hívja meg mesterkurzust tartani. Főként Németországba (Lipcse, Drezda, Mainz, Würzburg, Düsseldorf, Mannheim), Amerikába, ahol mintegy 30 egyetemen tanított, köztük a legrangosabb zeneakadémiákon (Juilliard, Manhattan School(en), New England Conservatory(en), Mannes, Eastman, Oberlin, Yale, Indiana University, University of Michigan stb.), és ahol 2017 januárjától májusig a Fulbright-program támogatásával a Bostoni Egyetem vendégprofesszoraként tevékenykedett. De több ízben tanított Brazíliában is, 2005 óta pedig rendszeresen utazik Kínába.
Tanári elhivatottságát bizonyítja módszertani munkája is, melynek összefoglalása Flautológia – Új- és korszerű fuvolamódszertan címen jelent meg 2018 decemberében a Magyar Kultúra Kiadónál.

### Kutatói és alkotómunkássága
Matuz István közvetett és közvetlen hatásának köszönhetően Ittzés Gergely figyelme már kamasz éveiben a legmodernebb fuvolatechnika felé fordult. Egyetemista évei óta időről időre újabb műveket komponál fuvolára, ezeket is a megismert új lehetőségek ihlették, de zeneszerzői gondolatait és kompozíciós technikáit nem rendeli alá a technikai lehetőségeknek. Különösen a többszólamú fuvolajáték érdekli, mely technika terén nagy eredményeket ért el. A Matuztól tanult akusztikai ismeretek és komplex ujjrendelmélet alapján dolgozta ki Kettősfogás-táblázatát, mely 1997-es nyomtatott változatát 2012-ben digitális forma követte, mikor az adatbázis kompjuterprogramként jelent meg a Flouble nevű DVD-romon.
Totem című művét az amerikai National Flute Association rendelte meg 2012-ben tartandó nemzeti versenyére (Young Artist Competition). Abban az évben a mű Falls House Press által gondozott kiadása az NFA Newly Published Music versenyében megnyerte a szólómű kategóriát.
Alkotásai közt találhatunk jazzkompozíciókat is, ír kadenciákat versenyművekhez, de számos átiratot is készített szólófuvolára, fuvolára és zongorára, illetve fuvolakvartettre. Akárcsak fuvolaművei, ezek nagyrésze is elérhető nyomtatásban. Ezenkívül közreadóként és kottagrafikusként is működik. Dolgozott az Akkord, EMB, Universal, Billaudot(fr), Presser(en) és Kossack kiadókkal. Bartók Román népi táncaiból készült rendhagyó átirata is nyert a Newly Published Music szavazáson.
Elméleti munkásságának egy részét a Fuvolaszó c. folyóirat szerkesztőjeként fejtette ki az ezredfordulón, öt éven keresztül. De írt szakcikkeket és esszéket a Parlando kiadványaiba is. Foglalkozott többek közt a continuójáték problematikájával (több Bach-fuvolamű számozott basszusát dolgozta ki maga), a Bach-szonáták heterometrikus jelenségeivel, a zenei hang kettős természetével, a zenei idő kérdésével, Dohnányi Ernő fuvolaműveivel vagy Telemann fantáziáinak harmóniai elemzésével. Utóbbi területen mozog 2008-ban a Liszt Ferenc Zeneművészeti Egyetemen megvédett doktori disszertációja is, A többszólamú gondolkodás szerepe a fuvolajátékban, amelyben a szólófuvola-repertoár harmóniai értelmezését tűzte ki célul. Lemezeinek, koncertműsorainak ismertetőit is általában maga írja. Metodikai munkásságát a Flautológia – Új- és korszerű módszertan foglalja össze. A Magyar Művészeti Akadémia alkotói ösztöndíjasaként többek közt The Flute Expedition című pedagógiai célú miniatűr-sorozatának megírására készül.
A 2009-ben megjelent Lexikon der Flöte (Laaber Verlag) külön szócikkben foglalkozik munkásságával.

## Hangszere
Ittzés Gergely Sankyo Pure Silver fuvolán játszik Seder aranyfejjel.

## Versenyhelyezései
- Országos Zeneiskolai Fuvolaverseny, Leninváros – 2. díj (1982)
- Országos Szakközépiskolai Fuvolaverseny, Győr – 2. díj (1986)
- Valentino Bucchi International Flute Competition, Rome – 3. díj (1987)
- Duino International Flute Competition – Final (1988)
- Szegedi Nemzetközi Szólófuvolaverseny – közönségdíj, különdíj (1992)
- Zenei Egyéniségek Második Nemzetközi Aleksander Tansman Versenyének Nagydíja (1998)

## Díjai
- Artisjus-díj (2006, 2012)
- Liszt Ferenc-díj (2001)
- Lajtha László-díj (2009)

## Felvételei
- Mezei Szilárd Trió & Ittzés Gergely: Viharos Csend – CD 2019, FMR Records 532-1218
- A fuvolaszonáták nagykönyve Vol.1-7.- CD 2016-18, Hungaroton HCD 32773-32779
- Látomásverem (Ittzés Gergely fuvolaművei) – CD 2018 FMR Records 502-0918
- Boccherini: Fuvolanégyesek – CD 2011 Hungaroton HCD 32695
- Eugéne Walckiers: Kamarzene fuvolával – CD 2008, Hungaroton HCD 32562
- Táguló Körök (Ittzés plays Ittzés) – CD 2008
- Flute for Four – CD 2007, FTM 0044
- TeTraVERSI: Kitalált emlékek – CD 2006, FTM 0032
- 'Ittzés plays Newman' Anthony Newman összes fuvolaművei – CD 2005, 903 Records, NY
- P. M. Dubois: Kamarzene fuvolával – CD 2004, Hungaroton HCD 32269
- Sigfrid Karg-Elert: Későromantikus impressziók – CD 2000, Hungaroton 31925
- "Hegedűművek fuvolán" – CD 2000, FTM 0016
- Solos. XX. századi magyar szerzők művei fuvolára – CD 1999, Hungaroton 31785
- Időmalom avagy a kánon művészete; Sári József művei fuvolákra – CD 1999, Fonó Records Fa-053-2
- Aleksander Tansman 2nd International Competition – CD 1998 Muzyka Polska, Acte Préalable 0017
- Franz Doppler: Works for flute – CD 1997, Pannon Classic, PCL 8001
- Multiple Ego (Többes én) – CD 1996, Íves könyvek 11.
- Talizmán in Concert – CD 1995, JOKA 1003

### Közreműködőként
- Szilárd Mezei International Improvisers Ensemble: Karszt – CD 2013, SLAMCD550
- Cage: Works for Percussion Vol.6 – CD 2011 Hungaroton, HCD 31849
- Mezei Szilárd Octet: Tönk – CD 2010, Slam 521
- Mezei Szilárd Ensemble: Sivatag – CD 2008, Creative Sources Recordings, CS 115
- Carl Reinecke: Sextet – CD 2005, Hungaroton HCD 32277
- Gyöngyössy Zoltán – CD 2002, BMC 074
- Dukay: Over the Face of the Deep – CD 2001, BMC 052
- Eötvös: Psalm 151, Psy, Triangel – CD 1999, BIS 948
- Battuta: Nünüke esete – CD 1998, Binder Music Manufactury BMM 9802
- Lelkes állatok: Na mi a helyzet? – MC 1997
- Makám: Café Babel – CD 1997, Fonó Records FA-029-2
- Emil Viklický: Duets – CD1997, Lotos 0052-2 0531
- Emil Viklický: Homage to Josip Plečnik – CD 1996, Lotos 0036-2 131 (t.k. Magdalena Koženával)
- Milan Slavický: Chamber Music – CD 1996, Matous 0051-2-931
- Young Composers Group – CD 1995, Hungaroton
- Szemző: The Conscience – CD 1993, Leo Records LR 185

## Nyomtatott kiadványok
- Csuang Ce álma – 1993, szerzői kiadás
- Just a Tube (Csak egy cső); Öt etűd – 1994, Trio Art Music
- Kettősfogások a fuvolán – táblázat – 1997, szerzői kiadás
- Ittzés: "Mr. Dick blues-sémában gondolkodik" – 2003, szerzői kiadás
- Ittzés: Multifónikus hangversek – Akkord Music Publishers A-1237
- Ittzés Gergely, fuvolás – 1996, Íves könyvek 11.
- Ittzés: Két lélegzetelállító fuvoladuó – 2012, szerzői kiadás
- Ittzés: Totem – 2012, Falls House Press
- Dohnányi: cisz-moll szonáta Op. 21. (Ittzés G. átirata fuvolára és zongorára) – 2005, Akkord Music Publishers A-1097
- "Bachból sosem elég" – átiratok –  2010, Akkord Music Publishers A-1146
- Sári József: Hat koncertdarab (közreadó: Ittzés G.) – 2011, Akkord Music Publishers A-1191
- Sári József: Kánonok egynemű hangszerekre (közreadó: Ittzés G.) – 2013, Akkord Music Publishers A-1201
- Gyöngyössy Zoltán: Duók, triók (közreadó: Ittzés G.) – 2013, Akkord Music Publishers A-1205
- Sári József: Három darab fuvolára ill. pikolóra (közreadó: Ittzés G.) – 2015, Akkord Music Publishers A-1223
- Sári József: Praeludium, In Memoriam T.E. 2 fuvolára (közreadó: Ittzés G.) – 2017, Akkord Music Publishers A-1240
- Anton Pfeiffer (Siposs Antal): Fantázia Doppler Benyovszky c. operájának témáira (Közreadó: Ittzés G.) – 2015, Editions Billaudot in András Adorján’s Series „Il Flauto Rubato”:
- Vivaldi: C-dúr pikolóverseny (Ittzés G. átirata pikolóra és fuvolanégyesre) – 2015, Kossack Verlag
- Bartók: Román Népi Táncok (Ittzés G. átirata fuvolára és zongorára) – 2016, Universal Verlag, Wien
- Haydn: 6 darab zenélő órára (Ittzés G. átirata három fuvolára) – 2016, Kossack Verlag
- Átiratok négy ill. öt fuvolára Praetorius, Bach, Boismortier, Haydn, Mendelssohn, Grieg, J. Strauss, Satie, Kodály, Joplin, Ellington és Parker műveiből – PDF formátumban letölthető kották az Akkord Zenei Kiadó oldalán
- FLAUTOLÓGIA – Új- és korszerű módszertan – Magyar Kultúra Kiadó, 2018